# Johann Andreas Schmeller
Johann Andreas Schmeller (né le 6 août 1785 à Tirschenreuth et mort le 27 septembre 1852 à Munich) est un philologue bavarois qui a initialement étudié le bavarois. Il enseigne à l’université de Munich de 1828 jusqu’à sa mort en 1852.
En 1821 il publie Die Mundarten Bayerns (Les dialectes bavarois) ; suivi par Bayerisches Wörterbuch (Dictionnaire bavarois), publié en quatre volumes de 1827 à 1837.